# Aleiodes gaga
Aleiodes gaga (лат.) — вид паразитических наездников из семейства Braconidae (Ichneumonoidea) отряда перепончатокрылые насекомые. Эндемики Таиланда (провинция Лампанг на севере страны; вечнозелёный нагорный лес на высоте 1265 м). Длина буроватого тела 5 мм, переднего крыла — 3,6 мм. Усики состоят из 42 флагелломеров (длина — 6 мм). Вид был открыт в ходе монографического исследования рода Aleiodes, включая баркодинг митохондриальных генов его представителей и описание 179 новых для науки видов (всего в Таиланде обнаружено более 400 видов этого рода насекомых). Работу провела международная группа биологов в составе таиландца Бунтика Арикула Батчера (Buntika Areekul Butcher; Chulalongkorn University, Бангкок), канадца М. А. Смита (M. Alex Smith; University of Guelph, Гелф, Онтарио), американца М. Дж. Шарки (Mike J. Sharkey; University of Kentucky, Лексингтон) и британца Д. Л. Куики (Donald L. J. Quicke; The Natural History Museum, Лондон). Предположительно, как и другие виды этой группы наездников паразитируют на гусеницах бабочек (Lepidoptera) и окукливаются внутри их шкурки, которая, твердея, образует так называемую мумию.
Название дано в честь известной американской поп-певицы Леди Гаги (Lady Gaga, Stefani Joanne Angelina Germanotta).